# Riddarhuset

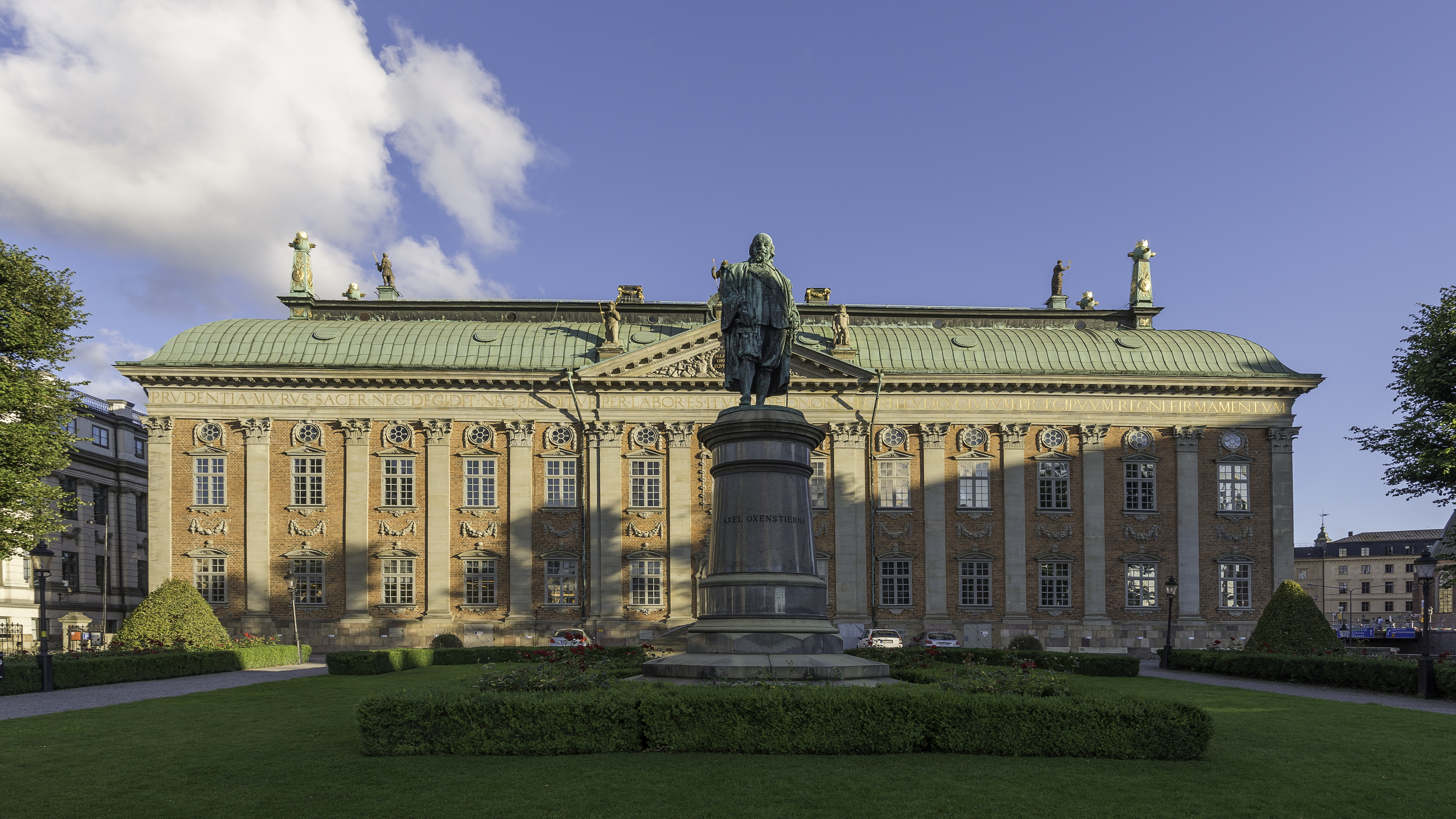
Riddarhuset vom Riddarhustorget aus gesehen (Südseite)

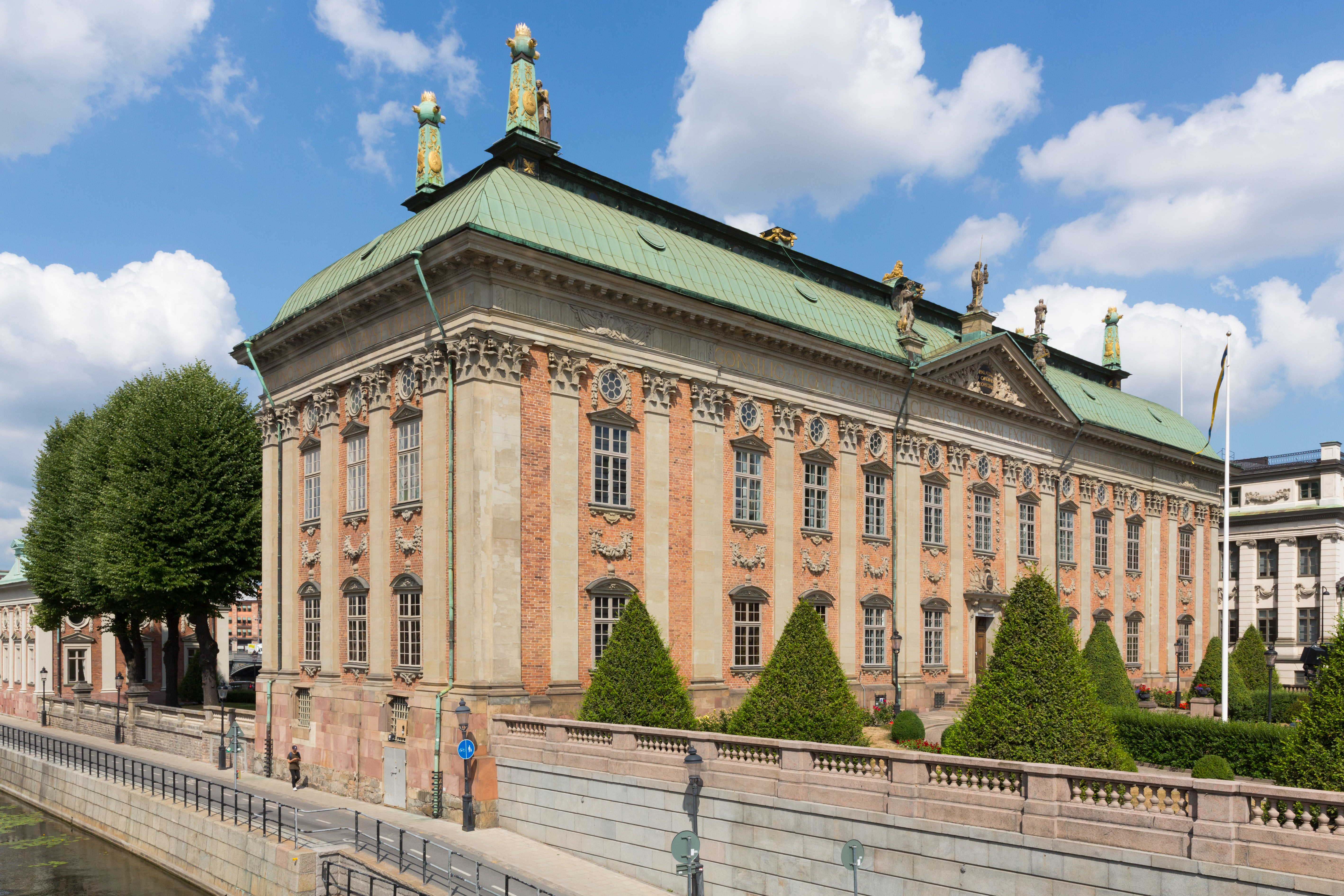
Riddarhuset vom Riddarhuskajen aus gesehen (Seeseite)

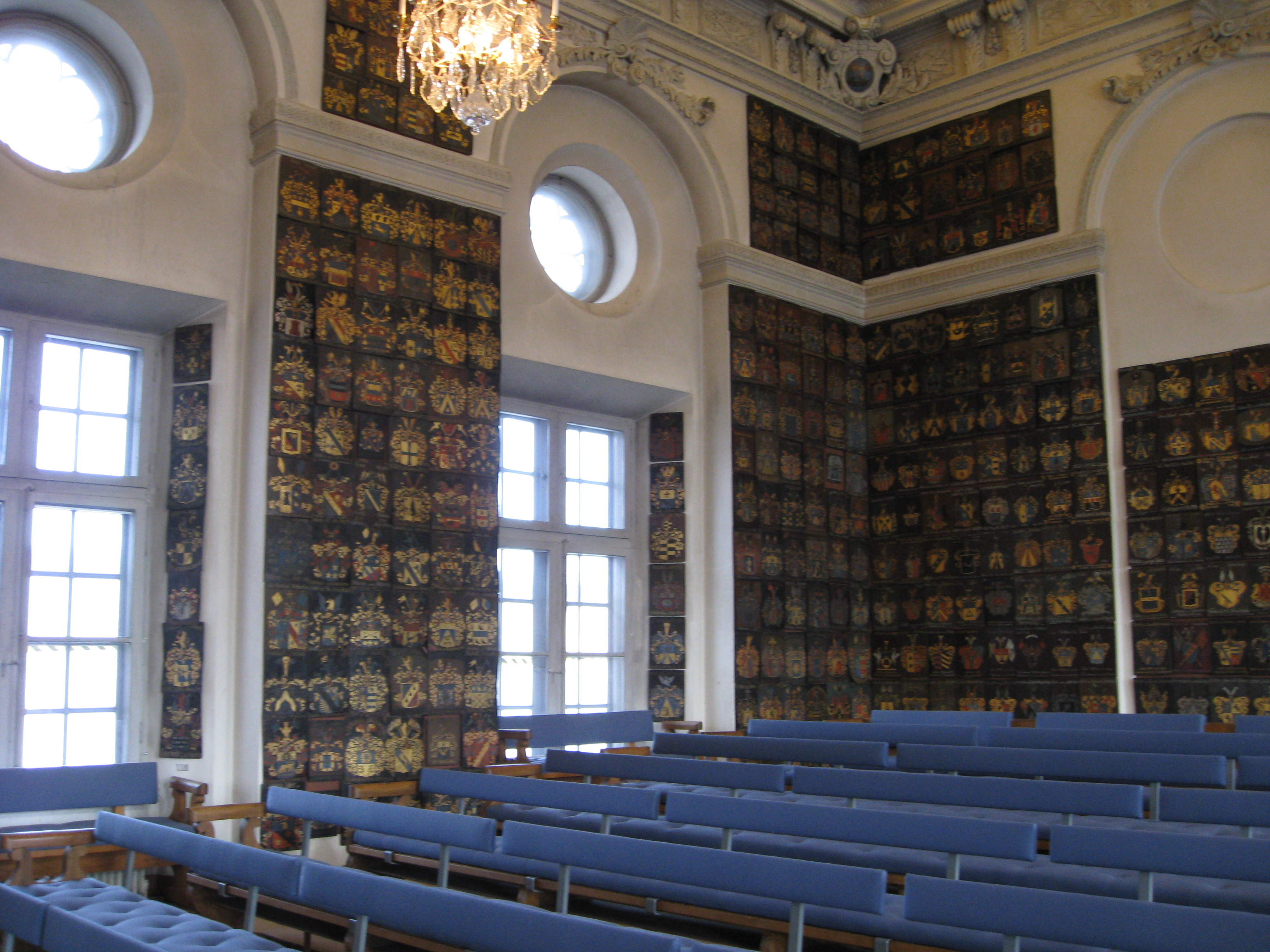
Großer Saal mit den Wappenschilden an den Wänden

Das Riddarhuset wurde zwischen 1641 und 1674 als Versammlungshaus des schwedischen Adels errichtet. Es steht in der Stockholmer Altstadt (Gamla stan) und ist der Sitz des schwedischen Ritterhauses.
Während der Bauzeit waren verschiedene Architekten für das Gebäude zuständig. Den Beginn machte der französische Architekt Simon de la Vallée. Danach wurde der Bau vom deutschen Steinmetz Heinrich Wilhelm und vom Niederländer Justus Vingboons fortgesetzt. Letzterer soll den entscheidenden Einfluss auf die Gestaltung gehabt haben. Nach dessen Rückkehr nach Holland beendete Simons Sohn, Jean de la Vallée, den Bau.
Das Gebäude wurde seit dieser Zeit mehrfach sowohl innen als auch außen umgebaut. Die größte Veränderung erfolgte 1870, als das Haus freistehende Flügel bekam, die vom Architekten Adolf W. Edelsvärd projektiert waren.
Das Riddarhuset ist zum größten Teil im Stile des holländischen Klassizismus errichtet. Es gibt interessante Inneneinrichtungen aus dem 17. Jahrhundert und eine aufwendige Treppenhalle. Früher war das Ritterhaus das schwedische Äquivalent zum englischen Oberhaus.
Heute ist das Gebäude Schwedens exklusivster Gesellschaftsclub und gehört den etwa zweitausend Adelsgeschlechtern, deren Wappen auf Metallschilden gemalt an die Wände des großen Saales gehängt sind. Hier finden Feste, Konzerte und ähnliche Veranstaltungen statt.
Seit 1869 trifft sich der schwedische Adel jedes dritte Jahr im Ritterhaus zu einer festlichen Versammlung.
Koordinaten: 59° 19′ 33″ N, 18° 3′ 55″ O